# Хербер, Арни
Арнольд Чарльз Хербер (2 апреля 1910 — 14 октября 1969) — квотербек, выступавший в Национальной Футбольной Лиге за команды «Грин-Бей Пэкерс» и «Нью-Йорк Джайентс». Хербер был избран в Зал Славы Профессионального Футбола в 1966 году.

## Молодые годы
Хербер родился и вырос в Грин-Бей, и с детства болел за «Пэкерс». Свою спортивную карьеру он начал во время учёбы в Вест хай-скул в Грин-Бей, продолжив играть в футбол и после школы. Ему удалось попасть в команду Университета Висконсина, где он провел первые два сезона студенческой карьеры, однако затем Хербер перебрался в Денвер, в колледж Реджиса. После того как в 1929 году Реджис закрыл футбольную программу, Хербер вернулся в Грин-Бей и устроился разнорабочим в офис «Пэкерс». Тренер команды Кёрли Лэмбо разглядел в 20-летнем Арнольде потенциал и предложил ему пройти просмотр. Арни справился с задачей и попал в команду, которая на тот момент доминировала в НФЛ.

## Карьера в «Грин-Бей Пэкерс»
Предшествовавший появлению Хербера в составе команды сезон 1929 года «Грин-Бей Пэкерс» закончили с результатом 12-0-1, остались непобеждёнными и выиграли чемпионат НФЛ. В 1930 году Пэкерс продолжили своё победное шествие и выиграли ещё один титул. В популярной формации «Нотр-Дам бокс» Хербер играл на позиции тейлбека. В сезоне 1931 года пасовая игра «Пэкерс» выделялась на фоне других команд Лиги, Хербер пасовал заметно чаще чем это было принято в то время. «Пэкерс» начали сезон с 9 побед подряд и завершили его завоеванием третьего кряду чемпионского титула. Ни одной другой команде в истории НФЛ не удавалось выиграть три чемпионата подряд, повторить это достижение оказалось под силу лишь самим «Пэкерс» в 1960-х.
Начиная с сезона 1932 года НФЛ стала вести учёт персональной статистики игроков. Хербер завершил сезон в ранге лучшего распасовщика лиги, на его счету было 639 ярдов и 9 тачдаунов. Лучшим он оказался и в 1934 году с показателем 799 ярда и 8 тачдаунов. Однако поворотным сезоном для карьеры Хербера становится 1935 год, год появления в команде Дона Хатсона, первого в нынешнем понимании уайд ресивера, который изменил игру своими изящными движениями, точными маршрутами и прекрасной ловлей. Хербер предпочитал бросать дальние пасы, что идеально подходило талантам Хатсона. Первым приёмом Хатсона стал 83-ярдовый пас Хербера в тачдаун. Это был первый розыгрыш в игре против «Чикаго Беарз» первой игры сезона. В 1936 году Хатсон и Хербер переписали все рекорды НФЛ того времени. Хербер сделал 177 пасов на 1239 ярдов и заработал 11 тачдаунов. Хатсон установил новые достижения для ресиверов, 34 ловли на 526 ярдов и 8 тачдаунов. «Грин-Бей Пэкерс» закончили сезон с результатом 10-1-1 и вышли в финал чемпионата НФЛ, где одержали победу над «Бостон Редскинc» со счетом 21-6. В этом матче Хербер записал на свой счет 153 ярда и 2 тачдауна пасом, один из которых пришёлся на Хатсона. «Пэкерс» выходили в финал чемпионата в 1938 и 1939, оба раза Хербер выходил на игру основным квотербеком и в обеих играх делал пас в тачдаун. Финал 1938 года «Пэкерс» проиграли «Джайентс» со счетом 23-17 в Нью-Йорке на Поло Граундс, через год взяв реванш, одержав сухую победу 27-0, на сей раз игра проходила в Милуоки. В 1940 году на замену Херберу стал все чаще выходить Сесил Исбел, получавший больше игрового времени, в итоге Хербер был отправлен на вейвер по ходу тренировочного лагеря 1941 года, после чего в первый раз завершил карьеру.

## Карьера в «Нью-Йорк Джайентс»
В 1944 году «Нью-Йорк Джайентс» предложили 34-летнему Херберу вернуться НФЛ. Хербер пасовал реже чем раньше, но по-прежнему эффективно, набрав 651 ярд и шесть тачдаунов. «Джайентс» выиграли свою конференцию и попали в финал чемпионата НФЛ, где их ждали бывшие товарищи по Хербера команде, ведомые все ещё блистающим Доном Хатсоном. В тот раз «Пэкерс» праздновали победу, 14-7. В 1945 году Хербер сыграл ещё один сезон в составе «Джайентс», после чего объявил о завершении карьеры.

## Наследие
В общей сложности Хербер записал на свой счет 8041 ярд и 81 тачдаун, бросив также 106 перехватов. Он четырежды выигрывал чемпионский титул НФЛ. На момент ухода из «Пэкерс» Хербер был совладельцем рекорда НФЛ по пасовым тачдаунам (66), выступая за «Джайентс», он увеличил свой результат, став единоличным рекордсменом.
Хербер стал первым квотербеком НФЛ, предпочитавшим длинные передачи. Его стиль игры стал предвестником появления первых «современных» квотербеков Сэмми Бо и Сида Лакмана. Поговаривали, что Хербер бросал мяч, держа всех пять пальцев на шнурковке, повторить такую технику не мог никто. Его дуэт с Доном Хатсоном сделала его легендой и застолбил за ним место в Зале Славы Профессионального Футбола в 1966 году. Два года спустя он был избран в Зал славы спорта штата Висконсин.
В августе 1969 года Хербер был выбран в сборную НФЛ 1930-х. Два месяца спустя он умер от рака в возрасте 59 лет, дома, в Грин-Бей, и был похоронен в мемориальном парке Форт-Говард.